# Marija Vysočans'ka
Marija Olehivna Vysočans'ka (in ucraino Марія Олегівна Височанська?; Leopoli, 10 settembre 2002) è una ginnasta ucraina.

## Biografia
Vysočans'ka è stata selezionata nella squadra juniores dell'Ucraina nel 2017, disputando gli Europei di Budapest culminati con l'ottavo posto nelle 10 clavette. L'anno seguente passa in nazionale senior e colleziona la sua prima presenza ai campionati mondiali nel corso di Baku 2019, contribuendo al nono posto ottenuto nell'all-around che è valso la qualificazione alle Olimpiadi di Tokyo 2020. Partecipa agli Europei di Kiev 2020 che sono valsi complessivamente quattro medaglie alla squadra dell'Ucraina: due ori nel concorso a squadre e nelle 5 palle, un argento nei 3 cerchi / 4 clavette, e un bronzo nell'all-around.

## Palmarès
- Campionati europei di ginnastica ritmica

Kiev 2020: oro nel concorso a squadre e nelle 5 palle, argento nei 3 cerchi / 4 clavette, bronzo nell'all-around.